# Louis Deroy
Pour les articles homonymes, voir Deroy.
Louis Deroy est un linguiste, épigraphiste et toponymiste belge, né le 15 février 1921 à Fexhe-Slins et mort en 2003, qui fut professeur à la faculté de philosophie et lettres de l'université de Liège. En honneur de son ouvrage L'emprunt linguistique (1956), le lexicographe bulgare Dimitar Vessélinov forge en 2015 le terme de l'empruntologie (fr. emprunt + gr. logos) désignant ainsi la science qui étudie les emprunts linguistiques.

## Œuvres
Livres et plaquettes
- L'emprunt linguistique, Paris, Les Belles Lettres, 1956, XII-425 p.
- Dictionnaire de noms de lieux (avec Marianne Mulon), Dictionnaires Le Robert, Paris, 1992  (ISBN 285036195X).